# Petar Zinaić
Petar Zinaić zvani Pepa (Stara Kršlja, Rakovica, pokraj Slunja, 1918. -  Beograd, 2008.), bio je sudionik narodnooslobodilačke borbe, djelatnik Ozne, aktivni sudionik srpske pobune u Hrvatskoj i okrivljenik za ratne zločine s kraja Drugoga svjetskog rata. 

## Drugi svjetski rat
Rođen je 1918. u selu Stara Kršlja, općina Rakovica, pokraj Slunja, te se na početku Drugoga svjetskog rata, okupacijom Jugoslavije i uspostavom NDH, 1941., priključio četničkom pokretu, da bi kasnije, 1942., odlučio prebjeći partizanima i pridružuje se narodnooslobodilačkoj borbi.
Tijekom ratnog razdoblja četničke su postrojbe svirepo ubile hrvatsku obitelj Mravunac iz Blagaja, dok su jedinice ustaške vojnice za osvetu sudjelovale u činjenu niza zločina nad civilnim srpskim stanovništvom u Veljunu i Ivanovića jarku pokraj Krnjaka, gdje je ubijeno više stotina nedužnih civila. 
Navodno je Zinaić, u prosincu 1942., zatočio svećenika Ivana Juraića, te sudjelovao u mučenju istoga, te 31. prosinca 1942., naložio ubojstvo svećenika Juraića, na slunjskom groblju.
Krajem rata, u veljači 1945., bio je na dužnosti šefa Rejonskog obavještajnog centra Ozne u Slunju, da bi kasnije, od svibnja do kolovoza 1945., bio opunomoćenik Ozne za područje Slunja i Plaškog, te tijekom rujna i kolovoza 1946., povjerenik Ozne za Slunj. 
U tom je razdoblju sumnjičilo ga se da je bio izravno odgovoran i osobno umješan u ubojstva petnaestak civila u Kuterenčevoj pećini, pokraj sela Kremen, u kanjonu Korane. Naime, ondje su se žrtve sklonile pred prislinom mobilizacijom, te saznavši za to, zajedno s pripadnicima KNOJ-a, došao 9.veljace 1945., na spomenutu lokaciju, te je naložio da se na ulaz u pećinu postavi slama, koju su pritom poljevali benzinom i zapalili, uslijed čega su dimom ugušeni svi civili koji su se i tom trenutku našli zarobljenima u pećini. Tom su prilikom bili ubijeni Jandre Radočaj, Nikola Radočaj, Jelena Radočaj, Marija Radočaj, Ivica Radočaj, Marija Radočaj, Jelena Lučić, Iva Požega, Ivica Požega, Mijo Požega, Mijo Požega, Mile Matešić (star 15 godina), Mile Vlašić, Ive Cindrić, Jure Puškarić i Valentin Cindrić.

## Karijera u socijalističkoj Jugoslaviji
Kako je i kasnije nastavio raditi u Ozni, teretilo ga se da je navodno kasnije, tijekom 1946., osobno naložio strijeljanje nekoliko civila, kao odmazdu za ubojstvo iz zasjede dvojice pripadnika Ozne na spomenutom području, dok obiteljima nije bilo dozvoljeno pokopati ubijene, stoga su obitelji ubijenih kasnije na sudu dokazale da su ubijeni bili nedužni, te im sud, 1965., dozvolio ekshumaciju. 
Negdje tijekom 1947., Zinaić, je kao djelatnik Udbe, sudjelovao u slamanju i hvatanju grupe križara okupljene oko Jose Sertića, koja je navidno brojala trideset i dvije osobe, jer su s bjeguncima bile njihove žene i djeca, te je tom prilikom pokazao iznimnu okrutnost, kada je ubijena trudnica Milka Bićanić na iznimno okrutan i odmukao način.  
Tijekom razdoblja socijalističke Jugoslavije nastavlja živjeti u centru Slunja, pored obitelji svojih navodnih dojučerašnjih žrtava. Ubtom je razdoblju nastavio graditi karijeru u Udbi, odakle je umirovljen, ali je cijelo razdoblje bio tzv. siva eminencija i kadrovik slunjskog kraja. Bavio se prikupljanjem arhivske građe za povijest NOB-a slunjskog kraja, te je povremeno objavljivao radove. 
Za svo je rad i zasluge dobio nekoliko visokih vojničkih odlikovanja te je imao čin rezervnog kapetana JNA.

## Demokratske promjene u Hrvatskoj

### Srpska pobuna u Hrvatskoj
Kako je u razdoblju socijalizma stekao povlašten status i zbog niza zasluga bio lokalni moćnik slunjskog kraja, uslijed demokratskih promjena u Hrvatskoj, pa tako i u Slunju, njegova se pozicija našla ugroženom, te se otvoreno protivio novoizabranim vlastima, da bi se početkom srpske pobune u Hrvatskoj 1990., aktivno uključio u oružanu pobunu i bio jedan od ratobornih pristaša pobunjeničkih vlasti u okupiranom Slunju, gdje je s obitelji proveo cijelo vrijeme Domovinskog rata. 

### Odlazak u Srbiju
Uoči oslobodilačke Vojno redarstvene akcije Oluja, u kolovozu 1995., zajedno s obitelji bježi iz Slunja, koji se dotad nalazio pod ratnom okupacijom pobunjenika Republike Srpske Krajine, te je tom prilikom sa sobom odnio dragocjenu arhivsku i povijesnu građu, značajnu za povijest slunjskog kraja, koju je kasnije ustupio arhivu u Beogradu. Tijekom boravka i života u Srbiji, bio je suradnik Muzeja žrtava genocida u Beogradu, te je 1996. izdao knjigu pod naslovom "Genocid na Kordunu i okolici 1941.-1945.".

## Kazneni postupak i smrt
U odsutnosti je protiv Zinaića bila podnesena kaznena prijava, zbog osnovane sumnje u počinjene kaznenog djela ratnog zločina u kojem je ubijeno više desetaka osoba, u razdoblju Drugoga svjetskog rata i poraća, koju je tijekom travnja 2007. godine, karlovačka policija podnijela Županijskom državnom odvjetništvu, a sam Zinaić tada se već dvanaestak godina nalazio u Beogradu, nedostupan hrvatskim vlastima.
Umro je u Beogradu, 2009., u devedeset i prvoj godini života. 